# Terminal degli autobus di Santa Maria Novella
Il Terminal degli autobus di Santa Maria Novella era un edificio posto nei pressi della Stazione di Santa Maria Novella a Firenze, esistito tra il 1990 e il 2010 e comunemente indicato come la "pensilina degli autobus" o "pensilina di Toraldo di Francia", dal nome dell'architetto dell'opera.

## Storia
Voluta dall'Assessorato all'urbanistica del Comune di Firenze e progettata nel 1987 dall'architetto Cristiano Toraldo di Francia con la collaborazione di Andrea Noferi, la pensilina, posta come diaframma tra la via Valfonda e il "lato arrivi" del Fabbricato Viaggiatori della Stazione di Santa Maria Novella inglobando la fila di pini marittimi preesistente, venne realizzata nel 1990, in occasione dei Mondiali di calcio.
L'opera ha suscitato vivaci critiche e accese polemiche per la scelta del linguaggio architettonico, giudicato discordante rispetto alle illustri architetture - l'abside della basilica di Santa Maria Novella e la stazione stessa, entrambe nella calda tonalità della pietraforte - a cui si rapporta, per la scelta dei materiali e per la collocazione urbana, che "altera non poco, impedendone anche la visione" lo spazio circostante la stazione stessa.
"Incauto risultato compositivo" dettato "dalla giovanile bramosia di mettere insieme tante citazioni erudite" (ibidem) secondo alcuni, secondo altri il progetto della pensilina nacque "come operazione di sintesi tra una serie di materiali, parte già presenti nel sito come memoria o come dato di fatto, altri da inventare, ma in un certo qual modo già intuibili nelle direttrici urbane del luogo".
Nel tempo, il degrado e la frequentazione della pensilina da parte di senzatetto ha ulteriormente alimentato le critiche nei riguardi dell'opera, frequentemente oggetto di dibattito politico locale. Il 9 agosto 2010, il sindaco di Firenze Matteo Renzi ha dato il via ai lavori di smantellamento. L'abbattimento completo è avvenuto entro il mese di agosto, mentre i lavori di ripavimentazione rappresentano un intervento temporaneo, in vista di un complessivo riordino dell'area.

## Descrizione
Utilizzata come terminal per gli autobus urbani e per servizi commerciali e turistici, la pensilina era organizzata in un doppio portico aperto parallelamente alle due direzioni della strada e della stazione, chiuso alle estremità da testate costituite da volumi semicircolari (verso la piazza della Stazione) e da un corpo di fabbrica irregolare (verso la palazzina Reale di Santa Maria Novella), rispettivamente destinati ad Ufficio Informazioni Turistiche e ad Uffici della società dei trasporti urbani ATAF. Dopo la chiusura dell'Ufficio informazioni, l'estremità orientale della pensilina subì un veloce degrado, che portò alla demolizione del corpo semicircolare nel 2005.
La struttura dei porticati era metallica, con coperture reticolari rivestite in alluminio. Le colonne portanti erano rivestite in fasce di marmo verde di Prato e di bardiglio analogamente alle architetture di testa. Queste ultime erano a loro volta coperte da lucernari in ferro e vetro, nel caso dei corpi cilindrici, o dotate di copertura piana e coronate da un cornicione in marmo rosa di Verona. Dello stesso marmo erano le incorniciature degli oblò che si aprivano lungo le pareti esterne, lasciate in cemento armato faccia a vista per il resto del fronte su via Valfonda.
Nell'area compresa tra i due porticati, riservati alle fermate degli autobus urbani quello prospiciente il Fabbricato Viaggiatori e attrezzato con box per i diversi servizi di carattere turistico e commerciale quello lungo la via Valfonda, erano stati inglobati i pini marittimi che precedentemente fungevano da diaframma tra la strada e la stazione stessa.
Ne risultava così uno spazio concepito come un piccolo agglomerato urbano con una sorta di "piazzetta-corridoio" al suo interno, attrezzata per la circolazione pedonale ma anche per momenti di sosta e di riposo, come suggerivano le panche in marmo poste sulla parete posteriore del piccolo fabbricato centrale dell'ATAF, la fontana in bronzo sulla facciata verso l'interno dell'ufficio abbonamenti, l'arredo del corpo cilindrico che precedeva l'Ufficio Informazioni Turistiche e che racchiudeva il primo degli alberi della fila.
La pavimentazione suggeriva i diversi percorsi e distingueva nello stesso tempo le funzioni degli spazi: le lastre di porfido pavimentavano le direttrici di attraversamento e lo spazio di attesa sotto i porticati, mentre cubetti di porfido a disegno concorrevano all'arredo e alla qualificazione della "piazzetta-corridoio".
All'interno dei corpi di fabbrica la pavimentazione era in marmo, con disegno centrale poligonale in marmo rosso perimetrato da fasce di marmo verde scuro nei volumi cilindrici.
Nell'ufficio abbonamenti ATAF il corpo cilindrico destinato all'attesa si raccordava tramite due arcatelle sostenute da colonne lisce color rosso vivo al corpo ad L dove erano ospitati gli uffici, delimitato all'estremità del lato maggiore dal bancone in marmo rosso venato con gli sportelli per il pubblico.
All'esterno, la testata verso la palazzina Reale era caratterizzata da un grande gocciolatoio in rame (di ascendenza fallica) dal quale le acque di raccolta della copertura si riversavano in una vasca ottagonale in marmo verde.